# 남해 세심사 금동여래입상
남해 세심사 금동여래입상(南海 洗心寺 金銅如來立像)은 대한민국 경상남도 남해군 창선면, 세심사에 있는 남북국 시대 신라의 불상이다. 2017년 1월 5일 경상남도의 유형문화재 제600호로 지정되었다.

## 개요
남해 세심사 금동여래입상은 알맞은 신체비례와 도드라진 U자형의 옷주름, 귀꽃과 다양한 문양으로 장식된 대좌, 오른손을 내리고 왼손을 올린 좌우가 바뀐 수인 등이 특징이다.
세심사 금동여래입상의 제작시기는 장식화 경향이 뚜렷해지는 9세기의 작품으로 판단되며 광배가 없어졌고 얼굴은 많이 마모되었지만 통일신라의 시대적 특징을 잘 나타내고 있는 불상이다.

## 참고 자료
- 남해 세심사 금동여래입상 - 국가유산청 국가유산포털